# Siphlonurus barbaroides
Siphlonurus barbaroides är en dagsländeart som beskrevs av Mcdunnough 1929. Siphlonurus barbaroides ingår i släktet Siphlonurus och familjen simdagsländor. Inga underarter finns listade i Catalogue of Life.